# Eucalyptus alba
Eucalyptus alba är en tvåhjärtbladig växtart som beskrevs av Caspar Georg Carl Reinwardt och Carl Ludwig von Blume. Eucalyptus alba ingår i släktet Eucalyptus och familjen myrtenväxter. Inga underarter finns listade i Catalogue of Life.